# Reprezentacja Armenii U-21 w piłce nożnej mężczyzn
Reprezentacja Armenii U-21 w piłce nożnej – młodzieżowa reprezentacja Armenii sterowana przez Ormiański Związek Piłki Nożnej. 
"Ararat" jak do tej pory nie zakwalifikowali się do Mistrzostw Europy U-21.

## Występy w ME U-21
- 1978-1990 - jako ZSRR
- 1992-1994 - nie brała udziału
- 1996: Nie zakwalifikowała się
- 1998: Nie zakwalifikowała się
- 2000: Nie zakwalifikowała się
- 2002: Nie zakwalifikowała się
- 2004: Nie zakwalifikowała się
- 2006: Nie zakwalifikowała się
- 2007: Nie zakwalifikowała się
- 2009: Nie zakwalifikowała się
- 2011: Nie zakwalifikowała się
- 2013: Nie zakwalifikowała się
- 2015: Nie zakwalifikowała się
- 2017: Nie zakwalifikowała się